# Список женщин — Героев Советского Союза

В настоящем списке представлены в алфавитном порядке все женщины — Герои Советского Союза (всего 95 человек, из них одна — Савицкая Светлана Евгеньевна — удостоена звания дважды). Список содержит даты Указов Президиума Верховного Совета СССР о присвоении звания, информацию о роде войск, должности и воинском звании Героев на дату представления к присвоению звания Героя Советского Союза, годах их жизни.
- Серым цветом в таблице выделены 49 женщин-Героев, удостоенных звания посмертно.
- Зелёным цветом в таблице выделены две ныне живущие женщины-Герои.

| № п/п | Фамилия Имя Отчество                                                          | Дата Указа            | Род войск    | Должность | Звание                                     | Годы жизни               | БС ГС НЛ                      |
| ----- | ----------------------------------------------------------------------------- | --------------------- | ------------ | --- | ------------------------------------------ | ------------------------ | ----------------------------- |
| 1     | Аронова Раиса Ермолаевна                                                      | 15.05.1946            | авиация      | старший лётчик 46-го гвардейского ночного бомбардировочного авиационного полка 325-й ночной бомбардировочной авиационной дивизии 4-й воздушной армии 2-го Белорусского фронта                                                                          | гвардии лейтенант                          | 10.02.1920 — 20.12.1982  | [ БС 1 ] [ ГС 1 ] [ НЛ 1 ]    |
| 2     | Байда Мария Карповна                                                          | 20.06.1942            | пехота       | санитарный инструктор 514-го стрелкового полка 172-й стрелковой дивизии Приморской армии Северо-Кавказского фронта | старший сержант                            | 01.02.1922 — 30.08.2002  | [ БС 2 ] [ ГС 2 ] [ НЛ 2 ]    |
| 3     | Барамзина Татьяна Николаевна                                                  | 24.03.1945            | связисты     | телефонистка батальона 252-го стрелкового полка 70-й стрелковой дивизии 33-й армии 3-го Белорусского фронта | ефрейтор                                   | 19.12.1919 — 05.07.1944  | [ БС 3 ] [ ГС 3 ] [ НЛ 3 ]    |
| 4     | Батракова Мария Степановна (Демидова Мария Степановна)                        | 19.03.1944            | комиссар     | комсорг батальона 463-го стрелкового полка 118-й стрелковой дивизии 28-й армии Южного фронта | младший лейтенант                          | 21.11.1922 — 16.06.1997  | [ БС 4 ] [ ГС 4 ] [ НЛ 4 ]    |
| 5     | Белик Вера Лукьяновна                                                         | 23.02.1945            | авиация      | штурман звена 46-го гвардейского ночного бомбардировочного авиационного полка 325-й ночной бомбардировочной авиационной дивизии 4-й воздушной армии 2-го Белорусского фронта                                                                           | гвардии лейтенант                          | 12.06.1921 — 25.08.1944  | [ БС 5 ] [ ГС 5 ] [ НЛ 5 ]    |
| 6     | Бисениек Анастасия Александровна                                              | 08.05.1965            | партизан     | активная участница партизанской борьбы в Ленинградской области, руководитель подпольной организации в городе Дно | —                                          | 1899 — 13.10.1943        | ——                            |
| 7     | Боровиченко Мария Сергеевна                                                   | 06.05.1965            | медики       | санитарка 32-го гвардейского артиллерийского полка 13-й гвардейской стрелковой дивизии 5-й гвардейской армии Воронежского фронта | гвардии сержант                            | 21.10.1925 — 14.07.1943  | ——                            |
| 8     | Волкова Надежда Терентьевна                                                   | 08.05.1965            | партизан     | связная секретаря Харьковского подпольного обкома комсомола Украины | —                                          | 24.6.1920 — 26.11.1942   | ——                            |
| 9     | Гашева Руфина Сергеевна                                                       | 23.02.1945            | авиация      | штурман эскадрильи 46-го гвардейского ночного бомбардировочного авиационного полка 325-й ночной бомбардировочной авиационной дивизии 4-й воздушной армии 2-го Белорусского фронта                                                                      | гвардии старший лейтенант                  | 14.10.1921 — 01.05.2012  | [ БС 9 ] [ ГС 9 ] [ НЛ 6 ]    |
| 10    | Гельман Полина Владимировна                                                   | 15.05.1946            | авиация      | начальник связи авиационной эскадрильи 46-го гвардейского ночного бомбардировочного авиационного полка 325-й ночной бомбардировочной авиационной дивизии 4-й воздушной армии 2-го Белорусского фронта                                                  | гвардии старший лейтенант                  | 24.10.1919 — 29.11.2005  | [ БС 10 ] [ ГС 10 ] [ НЛ 7 ]  |
| 11    | Гнаровская Валерия Осиповна                                                   | 03.06.1944            | медики       | санинструктор 907-го стрелкового полка 244-й стрелковой дивизии 12-й армии Юго-Западного фронта | красноармеец                               | 18.10.1923 — 23.09.1943  | [ БС 11 ] [ ГС 11 ] [ НЛ 8 ]  |
| 12    | Гнилицкая Нина Тимофеевна                                                     | 31.03.1943            | пехота       | разведчица 465-й отдельной разведывательной роты 383-й стрелковой дивизии 18-й армии Южного фронта | красноармеец                               | 01.08.1916 — 10.12.1941  | [ БС 12 ] [ ГС 12 ] [ НЛ 9 ]  |
| 13    | Гризодубова Валентина Степановна                                              | 02.11.1938            | авиация      | командир экипажа самолёта АНТ-37 «Родина» | —                                          | 10.05.1909 — 28.04.1993  | ——                            |
| 14    | Громова Ульяна Матвеевна                                                      | 13.09.1943            | партизан     | член штаба подпольной комсомольской организации «Молодая гвардия» | —                                          | 03.01.1924 — 16.01.1943  | [ БС 14 ] [ ГС 14 ] [ НЛ 10 ] |
| 15    | Джунковская Галина Ивановна (Маркова Галина Ивановна)                         | 18.08.1945            | авиация      | штурман эскадрильи 125-го гвардейского бомбардировочного авиационного полка 4-й гвардейской бомбардировачной авиационной дивизии 1-го гвардейского бомбардировочного авиационного корпуса 3-й воздушной армии 1-го Прибалтийского фронта               | гвардии старший лейтенант                  | 06.10.1922 — 12.09.1985  | [ БС 15 ] [ ГС 15 ] [ НЛ 11 ] |
| 16    | Долина Мария Ивановна                                                         | 18.08.1945            | авиация      | заместитель командира эскадрильи 125-го гвардейского бомбардировочного авиационного полка 4-й гвардейской бомбардировочной авиационной дивизии 1-го гвардейского бомбардировочного авиационного корпуса 3-й воздушной армии 1-го Прибалтийского фронта | гвардии капитан                            | 18.12.1922 — 03.03.2010  | [ БС 16 ] [ ГС 16 ] [ НЛ 12 ] |
| 17    | Дьяченко Дарья Григорьевна                                                    | 01.07.1958            | партизан     | член подпольной комсомольской организации «Партизанская искра», руководитель подпольных молодёжных групп, действовавших на территории временно оккупированной Николаевской области Украинской ССР                                                      | —                                          | 02.04.1924 — 02.04.1944  | ——                            |
| 18    | Жигуленко Евгения Андреевна                                                   | 23.02.1945            | авиация      | командир звена 46-го гвардейского ночного бомбардировочного авиационного полка 325-й ночной бомбардировочной авиационной дивизии 4-й воздушной армии 2-го Белорусского фронта                                                                          | гвардии лейтенант                          | 01.12.1920 — 27.02.1994  | [ БС 18 ] [ ГС 18 ] [ НЛ 13 ] |
| 19    | Зеленко Екатерина Ивановна                                                    | 05.05.1990            | авиация      | заместитель командира 5-й эскадрильи 135-го ближнебомбардировочного авиационного полка 16-й смешанной авиационной дивизии Военно-воздушных сил 6-й армии Юго-Западного фронта                                                                          | старший лейтенант                          | 14.09.1916 — 12.09.1941  | [ БС 19 ] [ ГС 19 ] [ НЛ 14 ] |
| 20    | Зенькова Ефросинья Савельевна                                                 | 01.07.1958            | партизан     | подпольщица, секретарь Обольской подпольной комсомольской организации «Юные мстители» | —                                          | 22.12.1923 — 19.04.1984  | ——                            |
| 21    | Зубкова Антонина Леонтьевна                                                   | 18.08.1945            | авиация      | штурман эскадрильи 125-го гвардейского бомбардировочного авиационного полка 4-й гвардейской бомбардировочной авиационной дивизии 5-го гвардейского бомбардировочного авиационного корпуса 3-й воздушной армии 1-го Прибалтийского фронта               | гвардии старший лейтенант                  | 12.10.1920 — 13.11.1950  | [ БС 21 ] [ ГС 21 ] [ НЛ 15 ] |
| 22    | Кащеева Вера Сергеевна                                                        | 22.02.1944            | медики       | санинструктор батальона 120-го гвардейского стрелкового полка 39-й гвардейской стрелковой дивизии 8-й гвардейской армии 3-го Украинского фронта | гвардии старший сержант                    | 15.09.1922 — 20.05.1975  | [ БС 22 ] [ ГС 22 ] [ НЛ 16 ] |
| 23    | Кживонь Анеля Тадеушовна                                                      | 11.11.1943            | пехота       | стрелок женской роты автоматчиков 1-го отдельного женского пехотного батальона имени Эмилии Плятер 1-й Польской пехотной дивизии имени Тадеуша Костюшко 33-й армии Западного фронта                                                                    | рядовая Войска Польского                   | 27.05.1925 — 12.10.1943  | [ БС 23 ] [ ГС 23 ] [ НЛ 17 ] |
| 24    | Кисляк Мария Тимофеевна                                                       | 08.05.1965            | партизан     | руководитель Харьковской городской подпольной комсомольской организации | —                                          | 06.03.1925 — 18.06.1943  | ——                            |
| 25    | Ковшова Наталья Венедиктовна                                                  | 14.02.1943            | пехота       | снайпер 528-го стрелкового полка 130-й стрелковой дивизии 1-й ударной армии Северо-Западного фронта | красноармеец                               | 26.11.1920 — 14.08.1942  | [ БС 25 ] [ ГС 25 ] [ НЛ 18 ] |
| 26    | Колесова Елена Фёдоровна                                                      | 21.11.1944            | партизан     | разведчица, командир диверсионной группы партизанского отряда специального назначения (войсковая часть № 9903 ) разведывательного отделения Западного фронта                                                                                           | —                                          | 08.06.1920 — 11.09.1942  | [ БС 26 ] [ ГС 26 ] [ НЛ 19 ] |
| 27    | Константинова Ксения Семёновна                                                | 04.06.1944            | медики       | санитарный инструктор батальона 730-го стрелкового полка 204-й стрелковой дивизии 43-й армии Калининского фронта | старшина                                   | 18.04.1925 — 01.10.1943  | [ БС 27 ] [ ГС 27 ] [ НЛ 20 ] |
| 28    | Константинова Тамара Фёдоровна                                                | 29.06.1945            | авиация      | штурман эскадрильи 999-го штурмового авиационного полка 277-й штурмовой авиационной дивизии 1-й воздушной армии 3-го Белорусского фронта | лейтенант                                  | 07.11.1919 — 28.07.1999  | [ БС 27 ] [ ГС 28 ] [ НЛ 21 ] |
| 29    | Космодемьянская Зоя Анатольевна                                               | 16.02.1942            | партизан     | активная участница партизанской борьбы в Московской области, боец специального партизанско-разведывательного отряда (войсковая часть № 9903) | —                                          | 13.09.1923 — 29.11.1941  | [ БС 28 ] [ ГС 29 ] [ НЛ 22 ] |
| 30    | Костырина Татьяна Игнатовна                                                   | 16.05.1944            | пехота       | снайпер 691-го стрелкового полка 383-й стрелковой дивизии Отдельной Приморской армии | младший сержант                            | 1924 — 22.11.1943        | [ БС 29 ] [ ГС 30 ] [ НЛ 23 ] |
| 31    | Кравец Людмила Степановна                                                     | 31.05.1945            | медики       | санинструктор стрелкового батальона 63-го гвардейского стрелкового полка 23-й гвардейской стрелковой дивизии 3-й ударной армии 1-го Белорусского фронта                                                                                                | гвардии старший сержант                    | 07.02.1923 — 23.05.2015  | [ БС 30 ] [ ГС 31 ] [ НЛ 24 ] |
| 32    | Кульман Леэн Андресовна (Кульман Хелена Андресовна, Кульман Хелена Андреевна) | 08.05.1965            | морской флот | разведчица штаба Балтийского флота | младший политрук                           | 31.01.1920 — 06.03.1943  | ——                            |
| 33    | Левченко Ирина Николаевна                                                     | 06.05.1965            | —            | звание Героя Советского Союза присвоено по совокупности боевых заслуг во время Великой Отечественной войны | —                                          | 15.03.1924 — 18.01.1973  | ——                            |
| 34    | Лисицына Анна Михайловна                                                      | 25.09.1943            | партизан     | активная участница партизанской борьбы в Карелии, связная Центрального комитета коммунистической партии Карело-Финской ССР | —                                          | 1922 — 03.08.1942        | ——                            |
| 35    | Литвинова Лариса Николаевна                                                   | 23.02.1948            | авиация      | штурман 46-го гвардейского ночного бомбардировочного авиационного полка 325-й ночной бомбардировочной авиационной дивизии 4-й воздушной армии 2-го Белорусского фронта                                                                                 | гвардии капитан                            | 06.12.1918 — 05.10.1997  | ——                            |
| 36    | Литвяк Лидия Владимировна                                                     | 05.05.1990            | авиация      | командир звена 73-го гвардейского истребительного авиационного полка 6-й гвардейской истребительной авиационной дивизии 8-й воздушной армии Южного фронта                                                                                              | гвардии младший лейтенант                  | 18.08.1921 — 01.08.1943  | [ БС 19 ] [ ГС 36 ] [ НЛ 25 ] |
| 37    | Мазаник Елена Григорьевна                                                     | 29.10.1943            | партизан     | агент разведывательно-диверсионного партизанского отряда «дяди Коли», активная участница операции «Возмездие», непосредственный ликвидатор генерального комиссара Белоруссии Вильгельма Кубе                                                           | —                                          | 04.04.1914 — 07.04.1996  | ——                            |
| 38    | Макарова Татьяна Петровна                                                     | 23.02.1945            | авиация      | командир звена 46-го гвардейского ночного бомбардировочного авиационного полка 325-й ночной бомбардировочной авиационной дивизии 4-й воздушной армии 2-го Белорусского фронта                                                                          | гвардии лейтенант                          | 25.09.1920 — 25.08.1944  | [ БС 36 ] [ ГС 38 ] [ НЛ 26 ] |
| 39    | Маметова Маншук Жиенгалеевна (Маметова Мансия Жиенгалеевна)                   | 01.03.1944            | пехота       | пулемётчик отдельного пулемётного батальона 100-й отдельной стрелковой бригады 3-й ударной армии Калининского фронта | старший сержант                            | 23.10.1922 — 15.10.1943  | [ БС 37 ] [ ГС 39 ] [ НЛ 27 ] |
| 40    | Маресева Зинаида Ивановна                                                     | 22.02.1944            | медики       | санинструктор санитарного взвода 214-го гвардейского стрелкового полка 73-й гвардейской стрелковой дивизии 7-й гвардейской армии Степного фронта | гвардии старший сержант медицинской службы | 20.06.1923 — 06.08.1943  | [ БС 38 ] [ ГС 40 ] [ НЛ 28 ] |
| 41    | Мариненко Татьяна Савельевна                                                  | 08.05.1965            | партизан     | активная участница партизанской борьбы в Белоруссии, разведчица и связная партизанской бригады «Неуловимые» | —                                          | 25.01.1920 — 02.08.1942  | ——                            |
| 42    | Масловская Анна Ивановна                                                      | 15.08.1944            | партизан     | активная участница партизанской борьбы в Белоруссии, помощник по комсомольской работе комиссара партизанского отряда имени А. Я. Пархоменко партизанской бригады имени К. Е. Ворошилова                                                                | —                                          | 06.01.1920 — 11.11.1980  | [ БС 40 ] [ ГС 42 ] [ НЛ 29 ] |
| 43    | Меклин Наталья Фёдоровна (Меклин Наталия Фёдоровна)                           | 23.02.1945            | авиация      | старший лётчик 46-го гвардейского ночного бомбардировочного авиационного полка 325-й ночной бомбардировочной авиационной дивизии 4-й воздушной армии 2-го Белорусского фронта                                                                          | гвардии лейтенант                          | 08.09.1922 — 05.06.2005  | [ БС 41 ] [ ГС 43 ] [ НЛ 30 ] |
| 44    | Мелентьева Мария Владимировна                                                 | 25.09.1943            | партизан     | активная участница партизанской борьбы в Карелии, связная Центрального комитета коммунистической партии и инструктор Центрального комитета комсомола Карело-Финской ССР                                                                                | —                                          | 1924 — 02.07.1943        | ——                            |
| 45    | Мельникайте Мария Иозовна                                                     | 22.03.1944            | партизан     | активная участница партизанской борьбы в Литве и Белоруссии, секретарь Зарасайского подпольного уездного комитета комсомола Литовской ССР, одна из организаторов и боец партизанского отряда имени Кейстутиса                                          | —                                          | 18.03.1923 — 13.07.1943  | ——                            |
| 46    | Михайлова Екатерина Илларионовна (Дёмина Екатерина Илларионовна)              | 05.05.1990            | морской флот | санинструктор 369-го отдельного батальона морской пехоты Дунайской военной флотилии | главный старшина                           | 22.12.1925 — 24.06.2019  | [ БС 19 ] [ ГС 46 ] [ НЛ 31 ] |
| 47    | Молдагулова Алия Нурмухамбетовна                                              | 04.06.1944            | пехота       | снайпер 54-й отдельной стрелковой бригады 22-й армии 2-го Прибалтийского фронта | ефрейтор                                   | 25.10.1925 — 14.01.1944  | [ БС 44 ] [ ГС 47 ] [ НЛ 32 ] |
| 48    | Морозова Анна Афанасьевна                                                     | 08.05.1965            | партизан     | руководитель интернациональной подпольной организации в посёлке Сеща Дубровского района Орловской области | —                                          | 23.05.1921 — 31.12.1944  | ——                            |
| 49    | Назарова Клавдия Ивановна                                                     | 20.08.1945            | партизан     | организатор и руководитель подпольной комсомольской организации города Острова | —                                          | 15.10.1920 — 12.12.1942  | ——                            |
| 50    | Никандрова Анна Алексеевна                                                    | 24.03.1945            | комиссар     | комсорг 426-го стрелкового полка 88-й стрелковой дивизии 31-й армии 3-го Белорусского фронта | старший лейтенант                          | 13.10.1921 — 23.06.1944  | [ БС 47 ] [ ГС 50 ] [ НЛ 33 ] |
| 51    | Никулина Евдокия Андреевна                                                    | 26.10.1944            | авиация      | командир эскадрильи 46-го гвардейского ночного бомбардировочного авиационного полка 325-й ночной бомбардировочной авиационной дивизии 4-й воздушной армии 2-го Белорусского фронта                                                                     | гвардии майор                              | 08.11.1917 — 23.03.1993  | [ БС 48 ] [ ГС 51 ] [ НЛ 34 ] |
| 52    | Носаль Евдокия Ивановна                                                       | 24.05.1943            | авиация      | заместитель командира эскадрильи 46-го гвардейского ночного бомбардировочного авиационного полка 218-й ночной бомбардировочной авиационной дивизии 4-й воздушной армии Северо-Кавказского фронта                                                       | гвардии младший лейтенант                  | 13.03.1918 — 23.04.1943  | [ БС 49 ] [ ГС 52 ] [ НЛ 35 ] |
| 53    | Октябрьская Мария Васильевна                                                  | 02.08.1944            | танкист      | механик-водитель танка Т-34 «Боевая подруга» 2-го батальона 26-й гвардейской танковой бригады 2-го гвардейского танкового корпуса Западного фронта | гвардии сержант                            | 16.08.1902 — 15.03.1944  | [ БС 50 ] [ ГС 53 ] [ НЛ 36 ] |
| 54    | Онилова Нина Андреевна                                                        | 14.05.1965            | пехота       | командир пулемётного расчёта 54-го стрелкового полка 25-й стрелковой дивизии Отдельной Приморской армии Крымского фронта | старший сержант                            | 10.04.1921 — 08.03.1942  | ——                            |
| 55    | Осипенко Полина Денисовна                                                     | 02.11.1938            | авиация      | второй пилота самолёта АНТ-37бис «Родина» | капитан                                    | 08.10.1907 — 11.05.1939  | ——                            |
| 56    | Осипова Мария Борисовна                                                       | 29.10.1943            | партизан     | активная участница партизанской борьбы в Белоруссии, организатор и руководитель подпольной организации в оккупированном Минске | —                                          | 27.12.1908 — 05.02.1999  | ——                            |
| 57    | Павличенко Людмила Михайловна                                                 | 25.10.1943            | пехота       | снайпер 54-го стрелкового полка 25-й стрелковой дивизии Приморской армии Северо-Кавказского фронта | лейтенант                                  | 12.07.1916 — 27.10.1974  | [ БС 54 ] [ ГС 57 ] [ НЛ 37 ] |
| 58    | Парфёнова Зоя Ивановна (Акимова Зоя Ивановна)                                 | 18.08.1945            | авиация      | заместитель командира эскадрильи 46-го гвардейского ночного бомбардировочного авиационного полка 325-й ночной бомбардировочной авиационной дивизии 4-й воздушной армии 2-го Белорусского фронта                                                        | гвардии старший лейтенант                  | 21.06.1920 — 07.04.1993  | [ БС 55 ] [ ГС 58 ] [ НЛ 38 ] |
| 59    | Пасько Евдокия Борисовна                                                      | 26.10.1944            | авиация      | штурман эскадрильи 46-го гвардейского ночного бомбардировочного авиационного полка 325-й ночной бомбардировочной авиационной дивизии 4-й воздушной армии 2-го Белорусского фронта                                                                      | гвардии старший лейтенант                  | 30.12.1919 — 27.01.2017  | [ БС 56 ] [ ГС 59 ] [ НЛ 39 ] |
| 60    | Петрова Антонина Васильевна                                                   | 08.04.1942            | партизан     | активная участница партизанской борьбы на оккупированной территории Ленинградской области, разведчица Лужского партизанского отряда | —                                          | 14.03.1915 — 04.11.1941  | ——                            |
| 61    | Петрова Галина Константиновна                                                 | 17.11.1943            | медики       | медсестра 386-го отдельного батальона морской пехоты Новороссийской военно-морской базы Черноморского флота | главный старшина                           | 09.09.1920 — 04.12.1943  | [ БС 57 ] [ ГС 61 ] [ НЛ 40 ] |
| 62    | Поливанова Мария Семёновна                                                    | 14.02.1943            | пехота       | снайпер 528-го стрелкового полка 130-й стрелковой дивизии 1-й ударной армии Северо-Западного фронта | красноармеец                               | 24.10.1922 — 14.08.1942  | [ БС 58 ] [ ГС 62 ] [ НЛ 41 ] |
| 63    | Попова Надежда Васильевна (Попова Анастасия Васильевна)                       | 23.02.1945            | авиация      | заместитель командира эскадрильи 46-го гвардейского ночного бомбардировочного авиационного полка 325-й ночной бомбардировочной авиационной дивизии 4-й воздушной армии 2-го Белорусского фронта                                                        | гвардии старший лейтенант                  | 17.12.1921 — 06.07.2013  | [ БС 59 ] [ ГС 63 ] [ НЛ 42 ] |
| 64    | Портнова Зинаида Мартыновна                                                   | 01.07.1958            | партизан     | активная участница партизанской борьбы в Белоруссии, разведчица партизанского отряда имени К. Е. Ворошилова | —                                          | 20.02.1926 — 10.01.1944  | ——                            |
| 65    | Пушина Федора Андреевна                                                       | 10.01.1944            | медики       | военфельдшер 520-го стрелкового полка 167-й стрелковой дивизии 38-й армии 1-го Украинского фронта | лейтенант медицинской службы               | 13.11.1923 — 06.11.1943  | [ БС 61 ] [ ГС 65 ] [ НЛ 43 ] |
| 66    | Раскова Марина Михайловна                                                     | 02.11.1938            | авиация      | штурман корабля АНТ-37бис «Родина», участница беспосадочного перелёта по маршруту Москва — Дальний Восток | лейтенант                                  | 28.03.1912 — 04.01.1943  | ——                            |
| 67    | Распопова Нина Максимовна                                                     | 15.05.1946            | авиация      | командир звена 46-го гвардейского ночного бомбардировочного авиационного полка 325-й ночной бомбардировочной авиационной дивизии 4-й воздушной армии 2-го Белорусского фронта                                                                          | гвардии старший лейтенант                  | 31.12.1913 — 02.07.2009  | [ БС 63 ] [ ГС 67 ] [ НЛ 44 ] |
| 68    | Ратушная Лариса Степановна                                                    | 08.05.1965            | партизан     | активная участница партизанской борьбы на Украине, связная Винницкой подпольной организации | —                                          | 09.01.1921 — 18.03.1944  | ——                            |
| 69    | Руднева Евгения Максимовна                                                    | 26.10.1944            | авиация      | штурман 46-го гвардейского ночного бомбардировочного авиационного полка 325-й ночной бомбардировочной авиационной дивизии 4-й воздушной армии 2-го Белорусского фронта                                                                                 | гвардии старший лейтенант                  | 24.12.1920 — 09.04.1944  | [ БС 65 ] [ ГС 69 ] [ НЛ 45 ] |
| 70    | Рябова Екатерина Васильевна                                                   | 23.02.1945            | авиация      | штурман эскадрильи 46-го гвардейского ночного бомбардировочного авиационного полка 325-й ночной бомбардировочной авиационной дивизии 4-й воздушной армии 2-го Белорусского фронта                                                                      | гвардии старший лейтенант                  | 14.07.1921 — 12.09.1974  | [ БС 66 ] [ ГС 70 ] [ НЛ 46 ] |
| 71    | Савицкая Светлана Евгеньевна                                                  | 27.08.1982 29.07.1984 | космонавт    | космонавт-исследователь космического корабля «Союз Т-7» и орбитальной станции «Салют-7» бортинженер космического корабля «Союз Т-12» и орбитальной станции «Салют-7»                                                                                   | —                                          | род. 08.08.1948          | ——                            |
| 72    | Самсонова Зинаида Александровна                                               | 03.06.1944            | медики       | санинструктор 667-го стрелкового полка 218-й стрелковой дивизии 47-й армии Воронежского фронта | старший сержант                            | 14.10.1924 — 27.01.1944  | [ БС 68 ] [ ГС 72 ] [ НЛ 47 ] |
| 73    | Санфирова Ольга Александровна                                                 | 23.02.1945            | авиация      | командир эскадрильи 46-го гвардейского ночного бомбардировочного авиационного полка 325-й ночной бомбардировочной авиационной дивизии 4-й воздушной армии 2-го Белорусского фронта                                                                     | гвардии капитан                            | 02.05.1917 — 13.12.1944  | [ БС 69 ] [ ГС 73 ] [ НЛ 48 ] |
| 74    | Сафронова Валентина Ивановна                                                  | 08.05.1965            | партизан     | активная участница партизанской борьбы на Брянщине, разведчица Брянского городского партизанского отряда | —                                          | 1918 — 01.05.1943        | ——                            |
| 75    | Себрова Ирина Фёдоровна                                                       | 23.02.1945            | авиация      | командир звена 46-го гвардейского ночного бомбардировочного авиационного полка 325-й ночной бомбардировочной авиационной дивизии 4-й воздушной армии 2-го Белорусского фронта                                                                          | гвардии лейтенант                          | 25.12.1914 — 05.04.2000  | [ БС 71 ] [ ГС 75 ] [ НЛ 49 ] |
| 76    | Смирнова Мария Васильевна                                                     | 26.10.1944            | авиация      | командир эскадрильи 46-го гвардейского ночного бомбардировочного авиационного полка 325-й бомбардировочной авиационной дивизии 4-й воздушной армии 2-го Белорусского фронта                                                                            | гвардии капитан                            | 31.03.1920 — 10.07.2002  | [ БС 72 ] [ ГС 76 ] [ НЛ 50 ] |
| 77    | Соснина Нина Ивановна                                                         | 08.09.1965            | партизан     | активная участница партизанской борьбы на Украине, руководитель подпольной организации в городе Малине Житомирской области Украинской ССР | —                                          | 30.11.1923 — 31.08.1943  | ——                            |
| 78    | Стемпковская Елена Константиновна                                             | 15.05.1946            | связисты     | радистка батальона 216-го стрелкового полка 76-й стрелковой дивизии 21-й армии Юго-Западного фронта | младший сержант                            | 1921 — 26.06.1942        | [ БС 74 ] [ ГС 78 ] [ НЛ 51 ] |
| 79    | Сыртланова Магуба Гусейновна                                                  | 15.05.1946            | авиация      | заместитель командира эскадрильи 46-го гвардейского ночного бомбардировочного авиационного полка 325-й ночной бомбардировочной авиационной дивизии 4-й воздушной армии 2-го Белорусского фронта                                                        | гвардии старший лейтенант                  | 15.07.1912 — 01.10.1971  | [ БС 75 ] [ ГС 79 ] [ НЛ 52 ] |
| 80    | Терешкова Валентина Владимировна                                              | 22.06.1963            | космонавт    | пилот космического корабля «Восток-6», первая в мире женщина-космонавт | младший лейтенант                          | род. 06.03.1937          | ——                            |
| 81    | Тимофеева Анна Александровна (Егорова Анна Александровна)                     | 06.05.1965            | авиация      | штурман 805-го штурмового авиационного полка 197-й штурмовой авиационной дивизии 6-го штурмового авиационного корпуса 16-й воздушной армии 1-го Белорусского фронта                                                                                    | старший лейтенант                          | 23.09.1918 — 29.10.2009  | ——                            |
| 82    | Троян Надежда Викторовна                                                      | 29.10.1943            | партизан     | активная участница партизанской борьбы в Белоруссии, разведчица и медсестра партизанского отряда «Буря» 4-й партизанской бригады «Дяди Коли» | —                                          | 24.10.1921—07.09.2011    | [ БС 78 ] [ ГС 82 ] [ НЛ 53 ] |
| 83    | Туснолобова-Марченко Зинаида Михайловна                                       | 06.12.1957            | медики       | по совокупности воинских заслуг в годы Великой Отечественной войны | —                                          | 23.11.1920 — 20.05.1980  | ——                            |
| 84    | Убийвовк Елена Константиновна                                                 | 08.05.1965            | партизан     | активная участница партизанской борьбы на Украине, организатор и одна из руководителей подпольной комсомольско-молодёжной группы «Непокорённая полтавчанка»                                                                                            | —                                          | 22.11.1918 — 26.05.1942  | ——                            |
| 85    | Ульяненко Нина Захаровна                                                      | 18.08.1945            | авиация      | командир звена 46-го гвардейского ночного бомбардировочного авиационного полка 325-й ночной бомбардировочной авиационной дивизии 4-й воздушной армии 2-го Белорусского фронта                                                                          | гвардии лейтенант                          | 17.12.1923 — 31.08.2005  | [ БС 81 ] [ ГС 85 ] [ НЛ 54 ] |
| 86    | Федутенко Надежда Никифоровна                                                 | 18.08.1945            | авиация      | командир эскадрильи 125-го гвардейского бомбардировочного авиационного полка 4-й гвардейской бомбардировочной авиационной дивизии 1-го гвардейского бомбардировочного авиационного корпуса 3-й воздушной армии 1-го Прибалтийского фронта              | гвардии майор                              | 30.09.1915 — 30.01.1978  | [ БС 82 ] [ ГС 86 ] [ НЛ 55 ] |
| 87    | Фомичёва Клавдия Яковлевна                                                    | 18.08.1945            | авиация      | командир эскадрильи 125-го гвардейского бомбардировочного авиационного полка 4-й гвардейской бомбардировочной авиационной дивизии 5-го гвардейского бомбардировочного авиационного корпуса 3-й воздушной армии 1-го Прибалтийского фронта              | гвардии капитан                            | 25.12.1917 — 06.10.1958  | [ БС 83 ] [ ГС 87 ] [ НЛ 56 ] |
| 88    | Хоружая Вера Захаровна                                                        | 17.05.1960            | партизан     | партизанская связная с Центральным Комитетом Коммунистической партии Белоруссии и командованием фронта, одна из руководителей подпольной работы в городе Витебске Белорусской ССР                                                                      | —                                          | 27.09.1903 — ноябрь 1942 | ——                            |
| 89    | Худякова Антонина Фёдоровна                                                   | 15.05.1946            | авиация      | заместитель командира эскадрильи 46-го гвардейского ночного бомбардировочного авиационного полка 325-й ночной бомбардировочной авиационной дивизии 4-й воздушной армии 2-го Белорусского фронта                                                        | гвардии старший лейтенант                  | 20.06.1917 — 17.12.1998  | [ БС 85 ] [ ГС 89 ] [ НЛ 57 ] |
| 90    | Цука́нова Мария Никитична                                                      | 14.09.1945            | медики       | санинструктор 355-го отдельного батальона морской пехоты Тихоокеанского флота | ефрейтор                                   | 14.09.1924 — 14.08.1945  | [ БС 86 ] [ ГС 90 ] [ НЛ 58 ] |
| 91    | Ча́йкина Елизавета Ивановна                                                    | 06.03.1942            | партизан     | секретарь Пеновского подпольного райкома комсомола Калининской области, одна из организаторов партизанского отряда | —                                          | 28.08.1918 — 23.11.1941  | [ БС 87 ] [ ГС 91 ] [ НЛ 59 ] |
| 92    | Че́чнева Марина Павловна                                                       | 15.05.1946            | авиация      | командир эскадрильи 46-го гвардейского ночного бомбардировочного авиационного полка 325-й ночной бомбардировочной авиационной дивизии 4-й воздушной армии 2-го Белорусского фронта                                                                     | гвардии капитан                            | 15.08.1922 — 12.01.1984  | [ БС 88 ] [ ГС 92 ] [ НЛ 60 ] |
| 93    | Шевцо́ва Любовь Григорьевна                                                    | 13.09.1943            | партизан     | член штаба подпольной комсомольской организации «Молодая гвардия» | —                                          | 08.09.1924 — 09.02.1943  | [ БС 89 ] [ ГС 93 ] [ НЛ 61 ] |
| 94    | Шкарле́това Мария Савельевна                                                   | 24.03.1945            | медики       | санинструктор 170-го гвардейского стрелкового полка 57-й гвардейской стрелковой дивизии 8-й гвардейской армии 1-го Белорусского фронта | гвардии старший сержант                    | 03.02.1925 — 02.11.2003  | [ БС 90 ] [ ГС 94 ] [ НЛ 62 ] |
| 95    | Щербаче́нко Мария Захаровна                                                    | 23.10.1943            | медики       | санитарка 1-й стрелковой роты 835-го стрелкового полка 237-й стрелковой дивизии 52-го стрелкового корпуса 40-й армии 1-го Украинского фронта | красноармеец                               | 14.02.1922 — 23.11.2016  | [ БС 91 ] [ ГС 95 ] [ НЛ 63 ] |